# Марина да Глорія

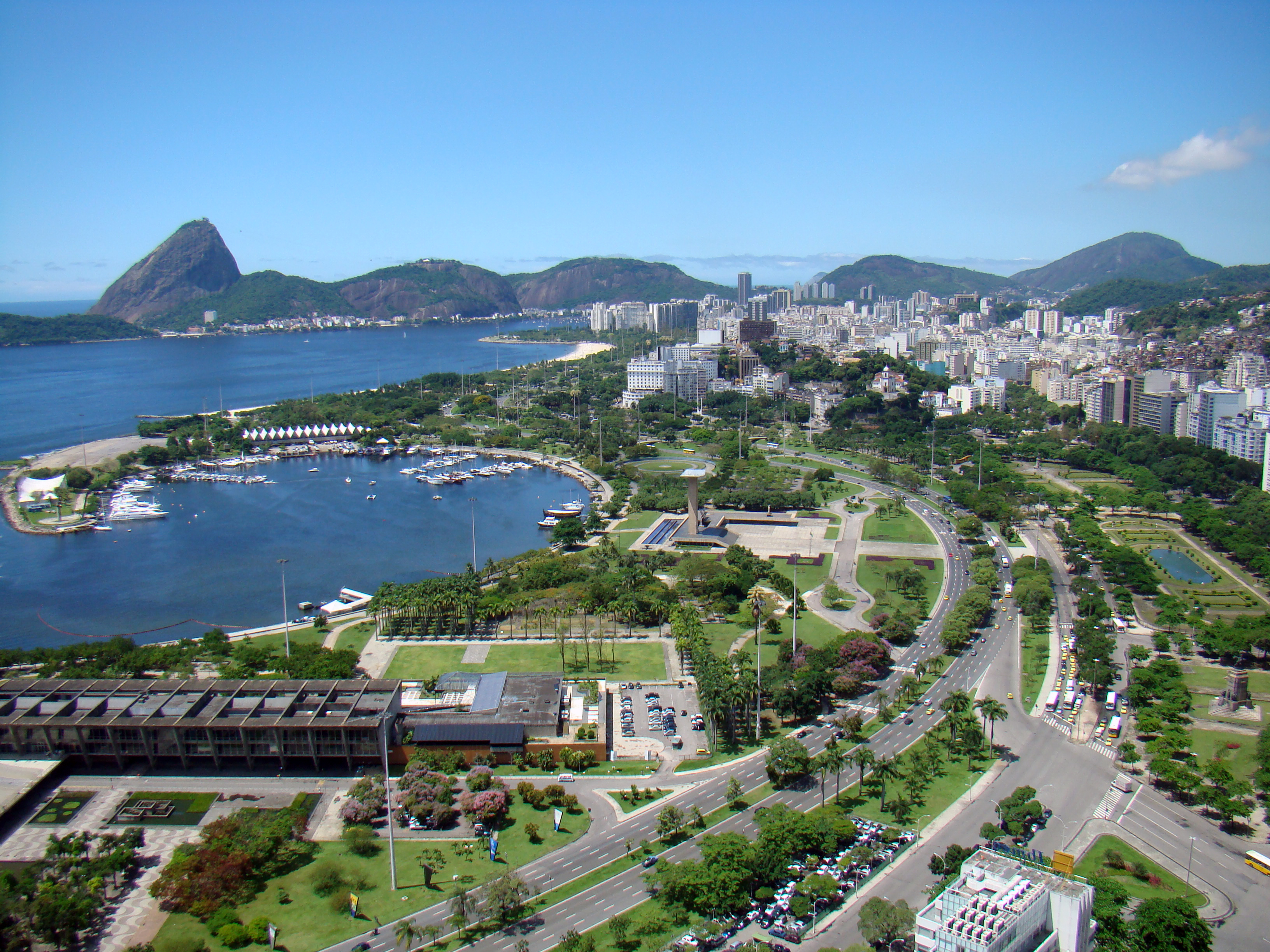
Марина да Глорія

22°55′11″ пд. ш. 43°10′10″ зх. д. / 22.91966° пд. ш. 43.16951° зх. д.
Мари́на да Гло́рія (порт. Marina da Glória) — марина у передмісті Ріо-де-Жанейро Глорія. Збудована 2006 року для Панамериканських ігор 2007. Стверджена як місце проведення змагань з вітрильного спорту на Літній Олімпіаді 2016, що пройшли 7-19 серпня у парку Фламенгу, а також на Літній Паралімпіаді 2016.
У 2014 Глорія також була місцем проведення жеребкування для кваліфікаційних раундів на Кубок Світу ФІФА.